# Красноярская АЭС
Красноярская АЭС — планировавшаяся атомная электростанция в Красноярском крае. В случае реализации проекта, к моменту полного ввода всех энергоблоков, Красноярская АЭС могла стать крупнейшей АЭС России наравне с Курской АЭС-2. Проект официально исключён из Генеральной схемы размещения объектов электроэнергетики до 2042 года

## Планы
Станцию планировали построить в Шарыповском районе, близ села Холмогорское. Выбор места строительства объясняется близостью к городу-энергетиков Шарыпово, а также удачному транспортно-географического положению на половине пути от крупнейших ядерных предприятий России по производству, хранению и утилизации ядерного топлива: от Электрохимического завода в Зеленогорске, Горно-химического комбината в Железногорске и Сибирского химического комбината в Северске.
Красноярская АЭС должна была стать станцией четвёртого поколения.
Запуск планировался поэтапный:
- к 2037 году запуск первого энергоблока с реактором типа РБН установленной мощностью 1255 МВт;
- к 2039, 2041 и 2042 году ввод в строй ещё по одному аналогичному энергоблоку.

Таким образом, планируемая установленная мощность станции могла составить 5020 МВт.

## Хронология событий
- 20 августа 2024 года в соответствии с требованиями пункта 27 Правил разработки и утверждения документов перспективного развития электроэнергетики, утвержденных постановлением Правительства Российской Федерации от 30.12.2022 № 2556, опубликован для общественного обсуждения проект Генеральной схемы размещения объектов электроэнергетики до 2042 года, в котором обозначены основные параметры проекта станции[1].
- 18 октября 2024 года в соответствии с требованиями пункта 28 Правил разработки и утверждения документов перспективного развития электроэнергетики, утвержденных постановлением Правительства Российской Федерации от 30.12.2022 № 2556 вышел проект генеральной схемы, доработанный на базе замечаний и предложений к проекту генеральной схемы, поступивших в рамках общественного обсуждения. В Доработанном проекте Генеральной схемы размещения объектов электроэнергетики до 2042 года проект Красноярской АЭС был исключен в пользу строительства двух АЭС меньшей мощности: Северской АЭС (г. Северск, Томская область) и Восточно-Сибирской АЭС. Местоположение Восточно-Сибирской АЭС будет уточнено по результатам предпроектных проработок[1][5][6].

## Информация об энергоблоках
| Энергоблок            | Тип реакторов | Мощность | Мощность | Начало строительства | Подключение к сети | Ввод в эксплуатацию | Закрытие |
| Энергоблок            | Тип реакторов | Чистый   | Брутто   | Начало строительства | Подключение к сети | Ввод в эксплуатацию | Закрытие |
| --------------------- | ------------- | -------- | -------- | -------------------- | ------------------ | ------------------- | -------- |
| Красноярская-1 (план) | РБН           | 1225 МВт | 1255 МВт |                      |                    | 2037 (по планам)    |          |
| Красноярская-2 (план) | РБН           | 1225 МВт | 1255 МВт |                      |                    | 2039 (по планам)    |          |
| Красноярская-3 (план) | РБН           | 1225 МВт | 1255 МВт |                      |                    | 2041 (по планам)    |          |
| Красноярская-4 (план) | РБН           | 1225 МВт | 1255 МВт |                      |                    | 2042 (по планам)    |          |